# 莫伟聪
莫伟聪（1977年9月6日—），广州人，中国国家级足球裁判，广州市海珠区江南新村第二小学体育教师。2008年前执法中乙联赛，2008年起主吹中甲联赛，2010年起作为中超联赛的主裁判之一。

## 争议判罚
- 2007年中国足球乙级联赛四川队与广西天基的比赛中，几次判罚引起两方不满。随后广西天基守门员韩威威因恶意犯规被罚下，广西队换上替补守门员，却没有球员被替下场。莫伟聪自己没有发现广西队仍有11名队员在场上比赛，直至第四官员提示才中断比赛。[5]
- 2008年中国足球甲级联赛四川队与上海东亚的比赛，莫伟聪将四川队员腾彬罚下。四川队认为腾彬的犯规并不严重，莫伟聪两次向腾彬出示黄牌将其罚下是不对的。莫伟聪随后将抗议的助理教练孟宪鹏罚上看台，四川足球俱樂部的副总经理立即冲入球场找莫伟聪理论。四川足球俱樂部还因此威胁要退出足坛。[6][7]
- 2008年中国足球甲级联赛安徽九方主场对阵南昌八一，莫伟聪对双方的执法尺度不一造成球迷不满，现场很多球迷挥舞百元人民币讥讽莫伟聪，还有球迷咒骂莫伟聪并投掷杂物。赛后百名球迷在安徽省体育场外围堵莫伟聪。[8]
- 2009年中国足球甲级联赛四川队主场对阵南昌八一，莫伟聪辱骂四川球员。[6]
- 2010年中国足球超级联赛上海申花主场迎战沈阳金德，莫伟聪判给主队一粒争议点球。赛后沈阳金德总经理金辉与几名球员将莫伟聪堵在裁判休息室达20分钟。金辉还两次致电时任足管中心主任韦迪。[9]